# Princesa Aisha bint Hussein
Aisha bint al-Hussein (em árabe: الأميرة عائشة بنت الحسين, translit. Al'Amirat Eayishat bint Alhusayn; Amã, 23 de abril de 1968) é uma princesa da família real jordana, como filha do rei Hussein e da princesa consorte Muna, e é a irmã do rei Abdullah II, e portanto, membro da família real dos Haxemitas.

## Educação
Aisha nasceu em Amã, a capital da Jordânia. Ela foi educada até os oito anos na Jordânia, na escola da comunidade americana (na mesma classe de sua irmã Zein, durante todo ou quase todo o tempo). Ela se mudou para os Estados Unidos para estudar por dez anos. Ela frequentou a The Potomac School, em McLean, no estado da Virgínia, até a 8ª série. Ela se formou na Dana Hall School em Wellesley, no estado de Massachusetts, em 1986. Ela então frequentou a Real Academia Militar de Sandhurst, no Reino Unido, concluindo o curso de treinamento de oficial em 1987. Ela então completou uma graduação em História e Política do Oriente Médio Moderno pelo Pembroke College de Oxford. Em junho de 2010, concluiu seu mestrado em Estudos Estratégicos de Segurança no College of International Security Affairs (CISA), na Universidade Nacional de Defesa em Washington DC.

## Vida profissional
Hussein é uma major-general do exército jordaniano e se tornou a primeira mulher no Oriente Médio a receber suas asas de paraquedista após completar cinco saltos militares de paraquedas, de acordo com sua biografia oficial.
Ela completou com sucesso o curso de treinamento de oficiais na Royal Military Academy de Sandhurst, no Reino Unido, em abril de 1987, após sua chegada como a primeira mulher do Oriente Médio a frequentar a academia. Após se formar em Sandhurst, a princesa serviu nas forças especiais da Jordânia e completou vários cursos adicionais de paraquedismo.
Desde 1996, ela participou de diversas conferências do Comitê Consultivo sobre Mulheres do Departamento de Defesa. Ela é membro do Diálogo Mediterrâneo da OTAN e atua como especialista jordaniana no Grupo de Trabalho 140 de Pesquisa sobre Fatores Humanos e Medicina da OTAN, com equipe internacional, sobre aspectos psicológicos, organizacionais e culturais do terrorismo, em todos os assuntos militares e civis.
Ela completou com sucesso vários cursos militares, incluindo Segurança e Proteção com a Guarda Real da Jordânia, Gestão Sênior de Defesa Internacional da Escola de Pós-Graduação Naval dos EUA no Instituto de Gestão de Recursos de Defesa em Monterey, na Califórnia. Ela também completou um curso de mergulho em águas abertas na Escolas de Mergulho Internacional em Nova Jersey. Ela viaja frequentemente ao exterior para aprimorar ainda mais seu conhecimento sobre questões militares, especialmente o papel das mulheres nas forças armadas. Atualmente, ela é designada adida de defesa da embaixada da Jordânia nos Estados Unidos.

## Vida privada
Em 1990, Aisha casou-se com Zeid Sa'adedine Juma em Amã. O casal mais tarde se divorciou. Ela reside nos Estados Unidos da América e tem um filho, Aoun Juma, nascido em 27 de maio de 1992, e uma filha, Muna Juma, nascida em 18 de julho de 1996. Espera-se que Aoun Juma estude na Real Academia Militar de Sandhurst.
Em 27 de janeiro de 2016, a princesa Aisha casou-se com Ashraf Banayoti, anteriormente chamado de Edward Banayoti e antes chamado de Ernest Anderson. Edward Banayoti adotou o nome muçulmano Ashraf Banayoti quando se converteu ao Islã. A princesa Aisha e Ashraf Banayoti se divorciaram na Jordânia em julho de 2016, de acordo com o Tribunal Real Hachemita.

## Honras

### Nacionais
- Jordânia
  - Cavaleira do Grande Cordão da Ordem Suprema da Renascença, Classe Especial
  - Cavaleira do Grande Cordão da Ordem da Estrela da Jordânia
  - Cavaleira do Grande Cordão da Ordem da Independência
  - Cavaleira do Grande Cordão da Ordem do Mérito Militar

### Estrangeiras
- Brunei: Cavaleira da Grã-Cruz com Colar da Ordem do Mérito
- Italy: Cavaleira da Grã-Cruz da Ordem do Mérito da República Italiana